# Clarkston (Utah)
Clarkston város az USA Utah államában, Cache megyében. Lakosainak száma 749 fő (2020. április 1.). Clarkston Downey településekkel határos.

## Népesség
A település népességének változása:
| Lakosok száma | 153  | 666  | 749  |
|               | 1870 | 2010 | 2020 |